# Pires do Rio
Pires do Rio este un oraș în Goiás (GO), Brazilia.